# Epsilon Mensae
Epsilon Mensae är en orange jätte i Taffelbergets stjärnbild.
Stjärnan har visuell magnitud +5,52 och är svagt synlig för blotta ögat vid god seeing. Den befinner sig på ett avstånd av ungefär 465 ljusår.